# Jedině Tereza
Jedině Tereza je česká romantická komedie režiséra Jaroslava Fuita. Scénář k filmu napsali Kateřina Gardner a Pavel Novák. Film pojednává o páru, kterému hrozí rozchod. Hlavní hrdina se tedy snaží vztah zachránit velkými romantickými gesty, inspirovanými scénami ze slavných filmů. V hlavních rolích se objevili Igor Orozovič, Veronika Khek Kubařová, Matouš Ruml, Lenka Vlasáková a David Matásek.
Film se natáčel od prosince 2020 do února 2021. Natáčení probíhalo převážně v Praze, ale také například v Českém ráji, na hoře Kozákov. Premiéra filmu v kinech měla původně proběhnout dne 29. července 2021, v průběhu roku však byla posunuta na 9. září 2021. Píseň k filmu, Tereza (původně od Jiřího Suchého a Jiřího Šlitra), nazpíval představitel hlavní role Igor Orozovič a hudební aranže se ujal Jiří Burian.

## O filmu
Hlavní hrdinové, Tomáš a Tereza, jsou spolu již od střední školy. Z meteorologa Tomáše se stane televizní hvězda, Tereza zase začne s prodejem ručně šitých bot. Tereza však jednoho dne zastihne Tomáše v domněle intimní situaci s atraktivní kolegyní. Tereza si od něj nenechá nic vysvětlit a chce se s ním rozejít. Tomáš se ji snaží získat zpět, ale neví, jak na to. Jeho kamarád Karel, milovník filmů, mu poradí, aby se inspiroval velkými romantickými gesty ze známých filmů.

## Obsazení
| Igor Orozovič          | Tomáš Zajíček                  |
| Veronika Khek Kubařová | Tereza                         |
| Matouš Ruml            | Karel, kamarád Tomáše          |
| David Matásek          | fotograf Martin                |
| Emma Smetana           | Valerie, televizní moderátorka |
| Lenka Vlasáková        | Hana, Terezina matka           |
| Anna Schmidtmajerová   | Markéta, Terezina kamarádka    |
| Iva Janžurová          | sousedka Hanušová              |
| Václav Kopta           | ředitel televize               |
| Pavel Řezníček         | Bob, televizní moderátor       |
| Zuzana Žáková          | mladá produkční                |
| Jitka Sedláčková       | recepční                       |
| Vojtěch Vondráček      | policista Milan                |
| Karel Zima             | policista Zbyněk               |
| Kateřina Pindejová     | Alena                          |
| Alena Štréblová        | Ilona                          |
| Filip Čapka            | kravaťák                       |
| Jiří Vyorálek          | řidič taxi                     |
| Jiří Štrébl            | kočí                           |
| Ondřej Pavelka         | rekordman                      |
| Vladimír Polívka       | fanoušek                       |

## Recenze
Kamil Fila ve své recenzi pro Aktuálně.cz prohlásil, že film je „důkazem toho, že se Češi naučili točit romantické komedie“ a pochválil zejména způsob, jakým je film natočený a také herecké obsazení filmu. Kateřina Slavíková v recenzi pro TotalFilm uvedla, že sice film „není revolučním snímkem a děj se může zdát předvídatelný, ale jedná se o kvalitně zpracovanou romantickou komedii“. Dále ocenila hravost zápletky filmu, který odkazuje na různé romantické i neromantické filmy. Film naopak negativně hodnotila Mirka Spáčilová, která ve své recenzi pro IDNES.cz kritizovala banální zápletku a využití všech žánrových klišé.